# Nils Åberg
Nils Åberg (* 24. Juli 1888 in Norrköping; † 28. Februar 1957 in Uppsala) war ein bedeutender schwedischer prähistorischer Archäologe.

## Werdegang
Nach dem Abitur in Norrköping (1907) studierte er in Uppsala. 1912 promovierte er. 1915 wurde er Dozent für nordische und vergleichende Vorgeschichte an der Universität Uppsala. Seit 1928 vertrat er das an der Universität Stockholm neu eingerichtete Fach, das 1949 in einen Lehrstuhl umgewandelt wurde. Auf ihn geht der Begriff Walternienburg-Bernburger Kultur zurück (1918).
Er war ab 1933 ordentliches Mitglied des Deutschen Archäologischen Instituts und ab 1951 Mitglied der Kungliga Vitterhets Historie och Antikvitets Akademien.

## Publikationen
(Auswahl, chronologisch gereiht)
- Zur Entstehung der Keramik vom Schönfelder Typus. Gebauer-Schwetschke, Halle/Saale 1916.
- Das nordische Kulturgebiet in Mitteleuropa während der jüngeren Steinzeit (= Arbeten. 22, ZDB-ID 980367-1). 2 Bände. Akademiska Bokhandeln u. a., Uppsala 1918.
- Studien über die Schönfelder Keramik, die schwedische „Bandkeramik“ und die jütländische Obergrabkeramik. In: Provinzialmuseum der Provinz Sachsen zu Halle. Veröffentlichungen. Bd. 1, H. 3, ZDB-ID 567707-5, 1918, (Enthält auch: Georg Wilke: Archäologie und Indogermanenproblem.).
- Die Typologie der nordischen Streitäxte (= Mannus-Bibliothek. 17, ZDB-ID 516952-5). Curt Kabitzsch, Würzburg 1918.
- Bronzezeitliche und früheisenzeitliche Chronologie (= Kungliga Vitterhets Historie och Antikvitets Akademien. Monografiserien. 18, 1–5, ISSN 0347-0873). 5 Bände. Kungliga Vitterhets Historie och Antikvitets Akademiens Akademien, Stockholm 1930–1935;
  - Band 1: Italien. 1930;
  - Band 2: Hallstattzeit. 1931;
  - Band 3: Kupfer- und Frühbronzezeit. 1932;
  - Band 4: Griechenland. 1933;
  - Band 5: Mitteleuropäische Hochbronzezeit. 1935.
- Nordisk befolkningshistoria under stenåldern (= Kungl. Vitterhets Historie och Antikvitets Akademiens Handlingar. 70, 1, ZDB-ID 953008-3). Wahlström & Widstrand, Stockholm 1949.